# Draycote
Pour les articles homonymes, voir Draycote.
Draycote  est un petit hameau du Warwickshire, en Angleterre.
Il fait partie de la paroisse civile de Bourton and Draycote avec la ville voisine de Bourton-on-Dunsmore, située à environ 800 mètres à l'ouest, en amont de Draycote.
Draycote est situé dans une vallée juste à l'ouest du réservoir de Draycote Water, qui porte le nom du hameau et abrite le Draycote Water Sailing Club.
Draycote est assez isolé, avec une seule voie étroite permettant d'accéder au village depuis la route B4453, qui fait ensuite une boucle vers Bourton-on-Dunsmore.
Les vestiges de l'ancienne ligne ferroviaire de Rugby à Leamington Spa s'étendent à l'ouest de Draycote. Une partie de l'ancienne ligne entre Draycote et Birdingbury a récemment été convertie en piste cyclable dans le cadre du National Cycle Network.
Près du village se trouve la réserve naturelle de Draycote Meadows.

## Galerie

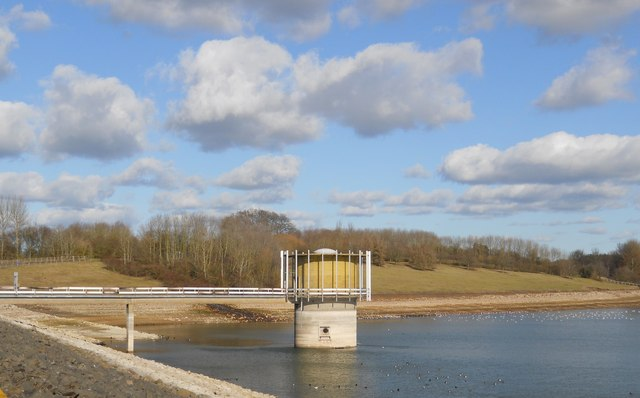
Draycote Water.
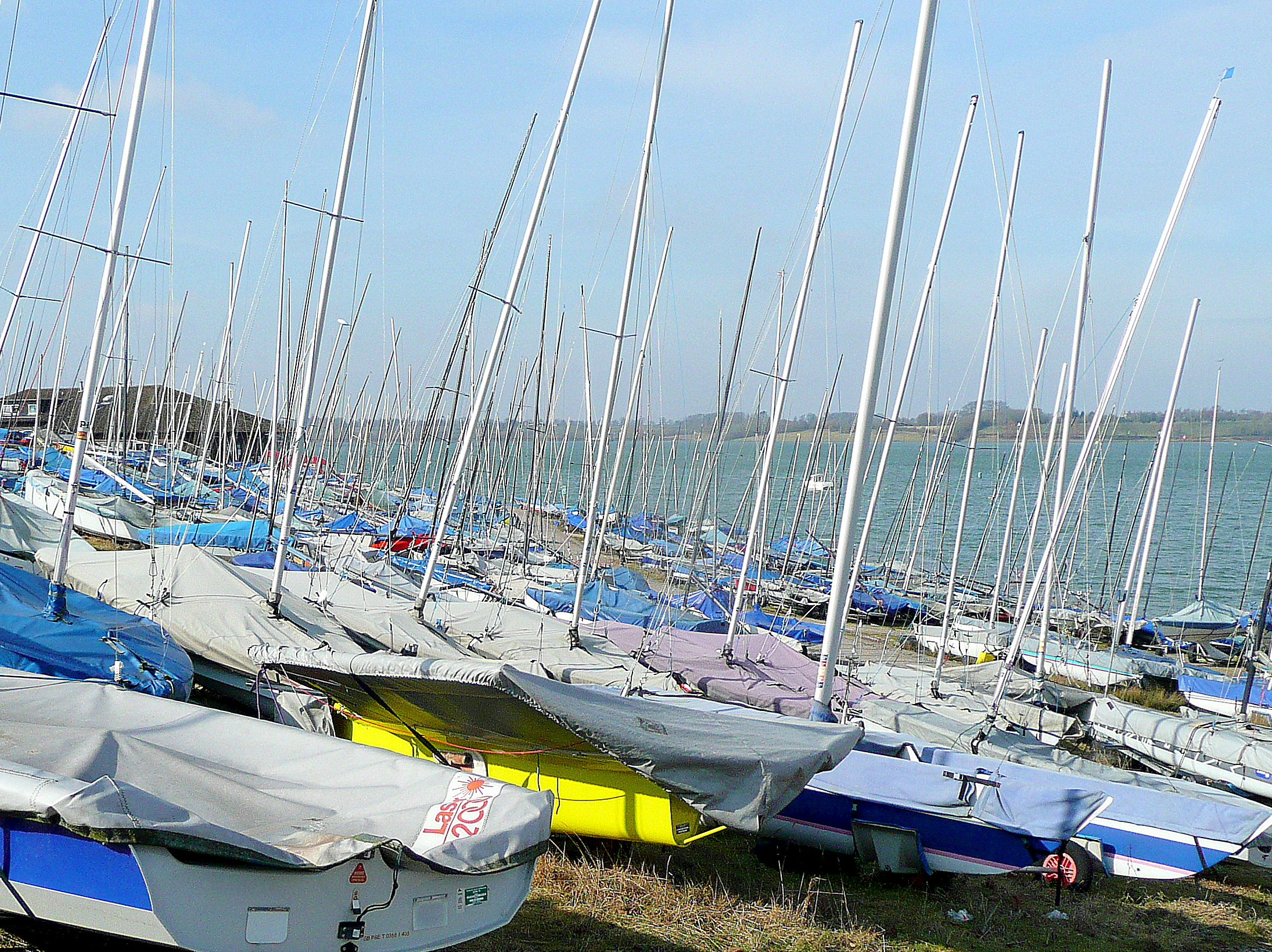
Draycote Sailing Club.
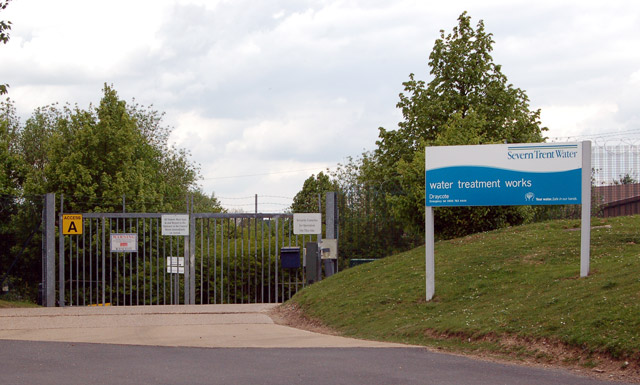
Draycote Water, centre de traitement.